# Widłowy Zwornik
Widłowy Zwornik (niem. Zinkenknotenpunkt, słow. Vidlový uzol, węg. Csubrinai-folyosó, ok. 2085 m lub ok. 2105) – turniczka w południowo-zachodniej grani Młynarza w słowackich Tatrach Wysokich. Wznosi się pomiędzy Młynarzową Przełęczą a Niżnim Widłowym Siodłem, oddzielającym go od Widłowej Kopki. W kierunku południowo-wschodnim, ku Dolinie Ciężkiej, odgałęzia się tu krótka grań, w której znajdują się kolejno:
- Widłowa Szczerbina,
- Niżnia Widłowa Turnia,
- Widłowy Przechód,
- Młynarzowe Widły – z których ku Ciężkiemu Stawowi opada niemal pionowa, 390-metrowa ściana[3].

Grań ta oddziela żleb Młynarzowej Przełęczy (Żleb za Widłę) na zachodzie od Widłowego Żlebu (Żlebu pod Widłę) na wschodzie.
Wierzchołek Widłowego Zwornika jest łatwo dostępny od strony Niżniego Widłowego Siodła, ku Widłowej Szczerbinie opada 5-metrowa, dość trudna ścianka.
Nazwę Widłowy Zwornik utworzył Władysław Cywiński – autor jedynego szczegółowego przewodnika o Młynarzu.

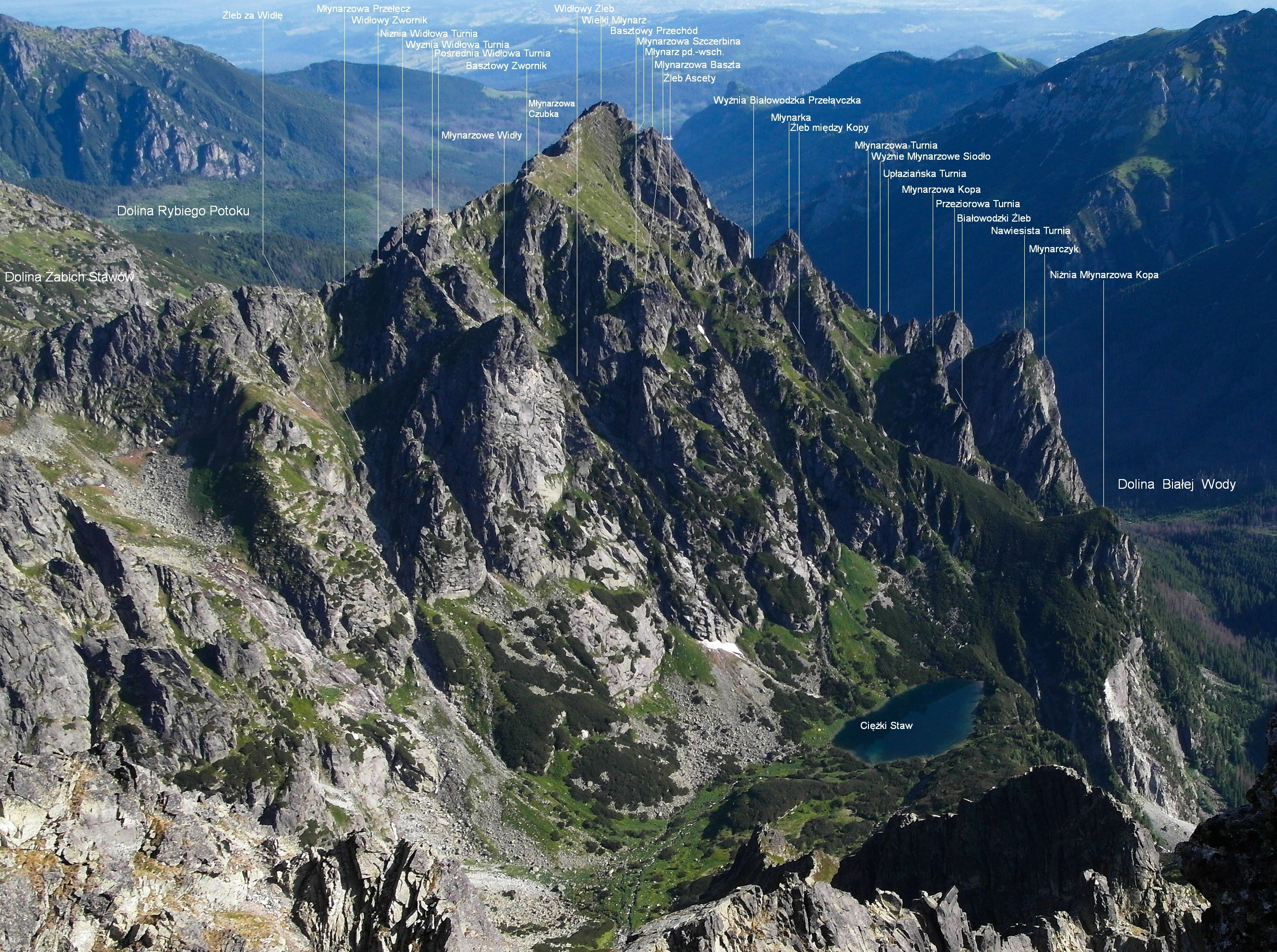
Położenie Widłowego Zwornika w masywie Młynarza